# ドラゴンズ (ラグビーユニオン)
ドラゴンズ（英: Dragons）は、ウェールズ・ニューポートに本拠地を置くラグビーユニオンクラブである。スタジアムはロドニー・パレード。

## 歴史
2003年に創設され、ケルティックリーグ（現・ユナイテッド・ラグビー・チャンピオンシップ）に参加。プロ14における最高成績は2003シーズンの3位であった。

## スコッド
2024-25シーズンのスコッド（2024年8月現在）
| フッカー - ジェームズ・ベンジャミン - オーリー・ブローズ(Oli Burrows) - ブロディ・コーラン(Brodie Coghlan) - エリオット・ディー プロップ - レオン・ブラウン - クリス・コールマン - ロイド・フェアブラザー - ロドリー・ジョーンズ - ロドリゴ・マルティネス - ジョシュ・レイノルド - ルーク・エンドレ ロック - ベン・カーター - スティーブ・カミンズ - ジョー・デイヴィス (ラグビー選手) - マシュー・スクリーチ | フランカー/No.8 - テイン・バシャム - ソロモネ・フナキ - オーリエ・グリフィス - ハリソン・ケーディー - シェーン・ルイス＝ヒューズ - ダン・リディエイト - ジョージ・ノット - アーロン・ウェインライト - ジョージ・ヤング スクラムハーフ - ディーン・ブラッカー - ロドリー・ウィリアムズ フライハーフ - ロイド・エヴァンス - アンガス・オブライアン - ウィル・レード | センター - ステファン・ヒューズ - アネウーリン・オーウェン - ハリー・ウィルソン ウイング - リオ・ダイアー - アシュトン・ヘウィット - イワン・ロゼール - ジャレッド・ローゼー フルバック - カイ・エバンス - ジョーダン・ウィリアムズ |
| | | |
| はキャプテン。 | | |

## 歴代所属選手
- ケヴィン・モーガン(Kevin Morgan)…ウェールズ代表48キャップ、1999・2003・2007W杯3大会出場。
- ダニー・リー(Danny Lee)…ニュージーランド代表2キャップ、現在はHonda HEATのヘッドコーチ。
- ジェームス・アレジ(James Arlidge)…日本代表31キャップ、2011W杯出場。
- ハラム・エイモス(Hallam Amos)…ウェールズ代表22キャップ、現在はカーディフ・ブルーズに所属。
- ダン・リディエイト(Dan Lydiate)…ウェールズ代表67キャップ、現在はオスプリーズに所属。
- タウルペ・ファレタウ(Taulupe Faletau)…ウェールズ代表76キャップ、現在はバースに所属。
- ネタニ・タレイ(Netani Talei)…フィジー代表33キャップ、2007・2011・2015年W杯3大会出場。
- ルーク・チャータリス(Luke Charteris)…ウェールズ代表74キャップ、2011・2015W杯2大会出場。
- マイク・ペトリ(Mike Petri)…アメリカ代表57キャップ、現在はラグビー・ユナイテッド・ニューヨークに所属。
- スレトン・パラモ(Thretton Palamo)…アメリカ代表19キャップ、現在オールドグローリーDCに所属。
- ナウエル・テタス＝チャパロ(Nahuel Tetaz Chaparro)…アルゼンチン代表58キャップ、現在はハグアレスに所属。
- ザイン・カーシュナー(Zane Kirchner)…南アフリカ代表31キャップ、2011・2015W杯2大会出場。
- コリー・ヒル(Cory Hill)…ウェールズ代表25キャップ、現在はカーディフ・ブルーズに所属。
- ニック・トンプキンズ(Nick Tompkins)…ウェールズ代表18キャップ、現在はサラセンズに所属。
- アーロン・ジャービス(Aaron Jarvis)…ウェールズ代表18キャップ、2015年W杯出場。
- ジェイミー・ロバーツ(Jamie Roberts)…ウェールズ代表94キャップ、現在はワラターズに所属。
- コリー・アレン(Cory Allen)…ウェールズ代表通算6キャップ、2015年W杯出場。
- ウィル・ローランド(Will Rowlands)…ウェールズ代表33キャップ、現在はラシン92に所属。
- ロス・モリアーティ(Ross Moriarty)…ウェールズ代表54キャップ、現在はCAブリーヴに所属。
- ゴンサロ・ベルトラノウ(Gonzalo Bertranou)…アルゼンチン代表53キャップ、現在はカーディフに所属。